# Antillothrix bernensis
Antillothrix bernensis é uma espécie de macaco extinto da ilha de Hispaniola do período Quaternário. A espécie foi extinta no século XVI, a causa e a data exata da extinção é desconhecida, mas acredita-se que tenha sido em decorrência do início do povoamento europeu em 1492. O gênero Antillothrix forma um clado monofilético junto com os demais macacos caribenhos.